# Кудрун (Ґудрун)
«Кудрун» («Гудрун») — німецька середньовічна епічна поема XIII століття. Твір дійшов до нас у єдиному рукописі XVI ст. у складі «Амбразської книги героїв». Твір написано незадовго після появи «Пісні про Нібелунгів», віршовий метр якої став взірцем для автора «Гудрун»
«Гудрун» разом з «Вельсунг-сагою» та «Піснею про Нібелунгів» належить до вершини середньовічної германської епіки.
Поема складається зі 1705 строф (6820 віршів) з точною римою «ААВВ». Текст поеми поділено на «авентури».

## Сюжет

### Гаген і королівни
Розповідь розпочинається з історії про Гагена, королівського сина, якого у семирічному віці викрадає гриф, що має намір згодувати його своїм грифинятам. Хлопчик рятується, впавши з гнізда, коли одне з грифинят, щоб не ділитися з іншими, заносить його на тонку гілку.
Голодний, відчайдушно уникаючи грифа, Гаген знаходить укриття у печері разом з трьома королівнами, яким також вдалось втекти. Вони деякий час живуть там, шукаючи їжу.
Зрештою, вони натикаються на судно, що зазнало кораблетрощі під час бурі. На березі Гаген знаходить обладунки та меч, яким згодом вбиває усіх грифів.
Корабель прочан, помітивши чотирьох молодих людей, бере їх на борт. Власник корабля, довідавшись, що Гаген — син його давнього ворога, оголошує їх своїми полоненими, але Гаген кожного, хто до нього наближається жбурляє у воду. Мореплавці відступають і завозять Гагена та королівен на їхню батьківщину.
Гаген возз'єднується зі своїми батьками, які беруть трьох королівен під свою опіку. Батько Гагена вирішує зректися престолу, і Гаген, одружившись з одною з королівен (Гільдою), стає королем.

### Гагенові діти
Дочку Гагена називають Гільдою на честь матері. Вона виростає такою красунею, що Гаген буквально мусить відганяти від неї шанувальників, не даючи жодному з них одружитися з нею.
Король Геттель, почувши про красу молодої Гільди, посилає своїх васалів здобути її. Його посланцями стають меністрель Горант та старший воїн Вате. Почувши спів Горанта, Гільда погоджується зустріти Вате та Горанта на їхньому кораблі, яким її й викрадають.
Ображений Гаген влаштовує погоню за Гетелем та викликає його на поєдинок. Гільда благає їх припинити кровопролиття, і Гетель, з любові до неї, відкладає свою зброю в сторону. Гаген, побачивши, що Гетель ризикує своїм життям заради Гільди, дає згоду на їхнє одруження.

### Третє покоління
Досягнувши дорослих літ, Гудрун (дочка Гільди та Гетеля, внучка Гагена) перевершила всіх жінок своєю вродою. Між претендентами на її руку були три принци: Чорний Зігфрід із країни Маврів, Гартмут, син норманського герцога та Гервіг, син володаря Зеландії. Коли вона віддала свою руку останньому, перші два залишилися незадоволені.
Один із них, Зіґфрід, напав із військом на Зеландію, а Гартмут викрадає Гудрун і привозить її на свої землі. Потрапивши до рук Гартмута, Гудрун залишається вірною своєму вибранцеві. Батько й мати Гартмута поводяться з нею ласкаво, думаючи, що у такий спосіб скоріш схилять її до шлюбу, але Гудрун не змінює свого рішення. Тоді мати Гартмута, зла Герлінда, починає вживати суворих способів, одягає Гудрун в просте шмаття, наказує їй топити в печі, мити дощану підлогу та лави й витирати їх своїми розкішними косами. Так триває доти, доки її молодий Гервіг разом із її братом Ортвіном не нападають на столицю Нормандії та не звільняють Гудрун, яка стає до шлюбу з Гертвігом.

## Критика
Більшість учених, що вивчали «Гудрун», згодні з тим, що в її основі лежить історична подія, викрадення піратами якоїсь фризійської царівни. Потім ця сага збагатилася міфологічними елементами, до неї приплетено саги про боротьбу героя з різними страховищами; увесь цей різноманітний матеріал дійшов до співця, що був знайомий з «Нібелунгами» та романами Артурового циклу, з яких запозичив деякі подробиці.
Хто був автором «Гудрун», невідомо, але гадають, що він був одним із мандрованих співців, що жили при князівських дворах. Це можна вивести з того, що він звертає особливу увагу на турніри, убрання дам, вихваляв тих, хто щедро нагороджав співців і т. ін. Німецькі критики не даремно називають «Гудрун» німецькою «Одіссеєю», бо в ній більше звертається уваги на домашній побут, ніж на військові події. Автор далеко не до такого ступеня натхнений духом героїчної поезії, як співець «Нібелунгів»; завдяки цьому і загальний колорит «Гудруни» набагато м'якший. Центр події в «Нібелунгах» — помста Крімгільди; у «Гудрун» сама героїня нічим не відрізняється від ворогів, окрім терпіння та покірності. Вдача її відповідає пізнішому розвитку німецького суспільства, коли життя почало пройматися ідеалами християнства.

## Видання
- Кудруна — М.: «Наука», 1984. — 400с., дод. тир. 50 тис., т.п., < А5.